# 2000 QC226
2000 QC226, também escrito como 2000 QC226, é um objeto transnetuniano (TNO) que está localizado no cinturão de Kuiper, uma região do Sistema Solar. Este corpo celeste é classificado como um cubewano. Ele possui uma magnitude absoluta (H) de 6,6 e, tem um diâmetro estimado com cerca de 211 km.

## Descoberta
2000 QC226 foi descoberto no dia 29 de agosto de 2000 pelos astrônomos O. R. Hainaut e C. E. Delahodde.

## Órbita
A órbita de 2000 QC226 tem uma excentricidade de 0.051 e possui um semieixo maior de 44.086 UA. O seu periélio leva o mesmo a uma distância de 41.860 UA em relação ao Sol e seu afélio a 46.313.